# Acer poliophyllum
Acer poliophyllum — вид клена, який був знайдений лише в південно-західному Китаї (Гуйчжоу і Юньнань) на висотах 1000—1800 метрів. Зустрічається в змішаних лісах, де росте на вапнякових субстратах.

## Опис
Acer poliophyllum — невелике вічнозелене дерево до 5 метрів заввишки з темно-сірою корою. Кора темно-сіра. Гілочки тонкі, голі; сочевички світло-жовті, еліптичні. Листки нескладні, до 7 см завширшки і 4.5 см завширшки, товсті, шкірясті, беззубчасті, яйцеподібні, без зубців і часток. Супліддя кінцеві, щиткоподібні. Самара червона в молодому віці ≈ 2.3 см; горішки ромбічні, опуклі, ≈ 6 × 4 мм; крила ≈ 1 см ушир. Плодить у вересні.